# Oli Udoh
Olisaemeka Udoh (Fayetteville, 14 febbraio 1997) è un giocatore di football americano statunitense che milita nel ruolo di offensive tackle per i Tennessee Titans della National Football League (NFL).

## Carriera

### Minnesota Vikings
Udoh fu scelto nel corso del sesto giro (193º assoluto) del Draft NFL 2019 dai Minnesota Vikings. Debuttò come professionista subentrando nella gara dell'ultimo turno contro i Chicago Bears.

### New Orleans Saints
Il 19 marzo 2024 Udoh firmò con i New Orleans Saints.

### Tennessee Titans
Il 17 aprile 2025 Udoh firmò con i Tennessee Titans.